# Ben Moody

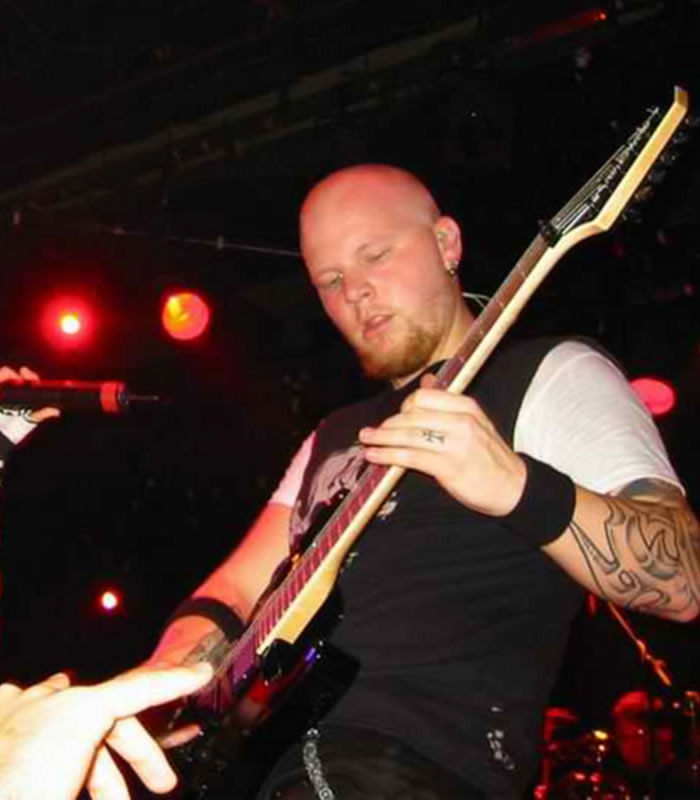
Ben Moody tijdens een optreden met Evanescence in 2003

Ben Moody II (Little Rock (Arkansas), 22 januari 1981) is een Amerikaanse gitarist die vooral bekend werd door zijn tijd bij de alternatieve-rockband Evanescence. Hij speelt op een Jackson DKMG Dinky en een Jackson SLSMG Soloist.

## Biografie
In 1998 richtte hij samen met Amy Lee de alternatieve-rockband Evanescence op. Hij was gitarist in deze band, die hij in oktober 2003 plotseling verliet. Hij speelde mee op de albums Evanescence EP, Sound asleep EP, Origin en Fallen, dat de doorbraak van de band betekende.
Hij werkte mee aan het nummer Nobody's Home op Avril Lavignes album Under My Skin, en schreef het nummer The end has come voor de film-soundtrack van The Punisher. Hij werkte ook samen met David Hodges en Kelly Clarkson op Clarksons album Breakaway.
In 2005 richtte hij samen met acteur Zack Ward een filmmaatschappij op, genaamd Makeshift Films. Hij werkte ook aan de soundtrack van de nieuwe Resident Evil-film Resident Evil: Apocalypse.
In 2005 begon Moody met de opnames van zijn eerste soloalbum. In het kader hiervan kwam de single Everything burns (soundtrack van de film Fantastic 4 en gezongen door Anastacia) uit. Het album had Can't Regret What You Don't Remember moeten heten, maar de productie ervan werd stopgezet.
In 2007 was hij een van de producers van het album Taking Chances van Céline Dion.

## Discografie
| Single met eventuele hitnotering(en) in de Nederlandse Top 40 | Datum van verschijnen | Datum van binnenkomst | Hoogste positie | Aantal weken | Opmerkingen   |
| ------------------------------------------------------------- | --------------------- | --------------------- | --------------- | ------------ | ------------- |
| Everything burns                                              |                       | 16-7-2005             | 7               | 7            | met Anastacia |